# Branko Babić
Branko Babić (Servisch: Бранко Бабић) (Zemun, 11 september 1950) is een Servisch voormalig voetballer.

## Carrière
Babić begon zijn carrière in 1969 bij NK Osijek. Met deze club werd hij in 1970 kampioen van de Yugoslav Second League. Hij tekende in 1972 bij FK Zemun. Babić speelde tussen 1975 en 1977 voor Beringen FC en SR Saint-Dié.